# Najee
Najee (New York, 1957. november 4. –) amerikai szaxofonos, fuvolás. A smooth jazz területén a legismertebb.

## Pályafutása
Najees nyolcévesen, az általános iskolában kezdett klarinétozni. Középiskolás korában tenorszaxofon- és fuvolaleckéket kapott Jimmy Heathtől, Frank Fostertől és Ernie Wilkinstől − a Jazzmobile program támogatásával. Tizenhatévesen fuvolát tanult a Manhattan School of Musicon.
Helyi zenekarokban kezdett játszani, majd két évet az Area Code nevű zenekarral katonai bázisokon zenélt Európában, Grönlandon, Közép-Amerikában, a Karib-térségben és az Egyesült Államokban.
Ezután a Bronx Community College-ban és a bostoni New England Conservatory of Musicon tanult. Az 1980-as évek elején Chaka Khant kísérte. 1986-ban „Najee's Theme” címmel debütáló albumát az EMI/Capitol adta ki, amivel Grammy-díj jelölést kapott a legjobb jazzalbum kategóriában. 1988-ban jelent meg második albuma, a „Day by Day”, ami platinalemez lett. A következő lemezét, a „Tokyo Blue-t” albumot testvére, Fareed készítette, és a mai napig az egyik legsikeresebb felvételeként tartják számon. Következő albuma, a „Just an Illusion” címmel 1992-ben jelent meg.
1994-ben Najee turnézott Larry Carltonnal, Stanley Clarke-kal, Billy Cobhammel és Deron Johnsonnal (Live at the Greek). A Stevie Wonder előtt tisztelgő albumán (1995) Herbie Hancock, Stanley Clarke, Paul Jackson Jr., Sheila E. és Patrice Rushen szerepelt. A „Morning Tenderness” (1998) című albuma a kortárs listák 1. helyére került. Ugyanebben az évben megjelent a „The Best of Najee” című válogatás. 1998-ban Najee Stevie Wonder és Chaka Khan oldalán lépett fel Nelson Mandela születésnapi partiján Dél-Afrikában. 2000 és 2003 között Prince-szel turnézott. 2003-tól saját neve alatt adott ki albumokat, amelyeken olyan zenészek vettek részt, mint Roy Ayers, BeBe Winans, Will Downing, Phil Perry és Jeff Lorber.
2019-ben ismét a kortárs jazz-listák első helyére került a „Center of the Heart”-tal.

## Lemezválogatás
- Najee’s Theme (1986)
- Day by Day (1988)
- Tokyo Blue (1990)
- Just an Illusion (1992)
- Share My World (1994)
- Najee Plays Songs from the Key of Life − A Tribute to Stevie Wonder (1995)
- Morning Tenderness (1998)
- Embrace (2003)
- My Point of View (2005)
- Rising Sun (2007)
- Mind Over Matter (2009)
- The Smooth Side of Soul (2012)
- The Morning After − A Musical Love Journey (2013)
- You, Me and Forever (2015)
- Poetry in Motion (2017)
- Center of the Heart (2019)
- Savoir Faire (2022)

## Díjak
Két NAACP-díjat kapott (a „My Point of View”-ért és a „The Morning After: A Musical Journey-”ért)

## Fordítás
Ez a szócikk részben vagy egészben  a   Najee című német Wikipédia-szócikk ezen változatának fordításán alapul.  Az eredeti cikk szerkesztőit annak laptörténete sorolja fel. Ez a jelzés csupán a megfogalmazás eredetét és a szerzői jogokat jelzi, nem szolgál a cikkben szereplő információk forrásmegjelöléseként.